# Стрьомсунд
Стрьомсунд (на шведски: Strömsund) е град в западната част централна Швеция, лен Йемтланд. Главен административен център на едноименната община Стрьомсунд. Разположен е на източния бряг на езерото Ватюдален. Намира се на около 520 km на северозапад от централната част на столицата Стокхолм и на около 80 km на североизток от главния град на лена Йостершунд. Има жп гара и летище. Населението на града е 3589 жители според данни от преброяването през 2010 г.